# Ilybius chalconatus
Ilybius chalconatus är en skalbaggsart som först beskrevs av Georg Wolfgang Franz Panzer 1796.  Ilybius chalconatus ingår i släktet Ilybius och familjen dykare. Arten är reproducerande i Sverige. Inga underarter finns listade i Catalogue of Life.

## Bildgalleri

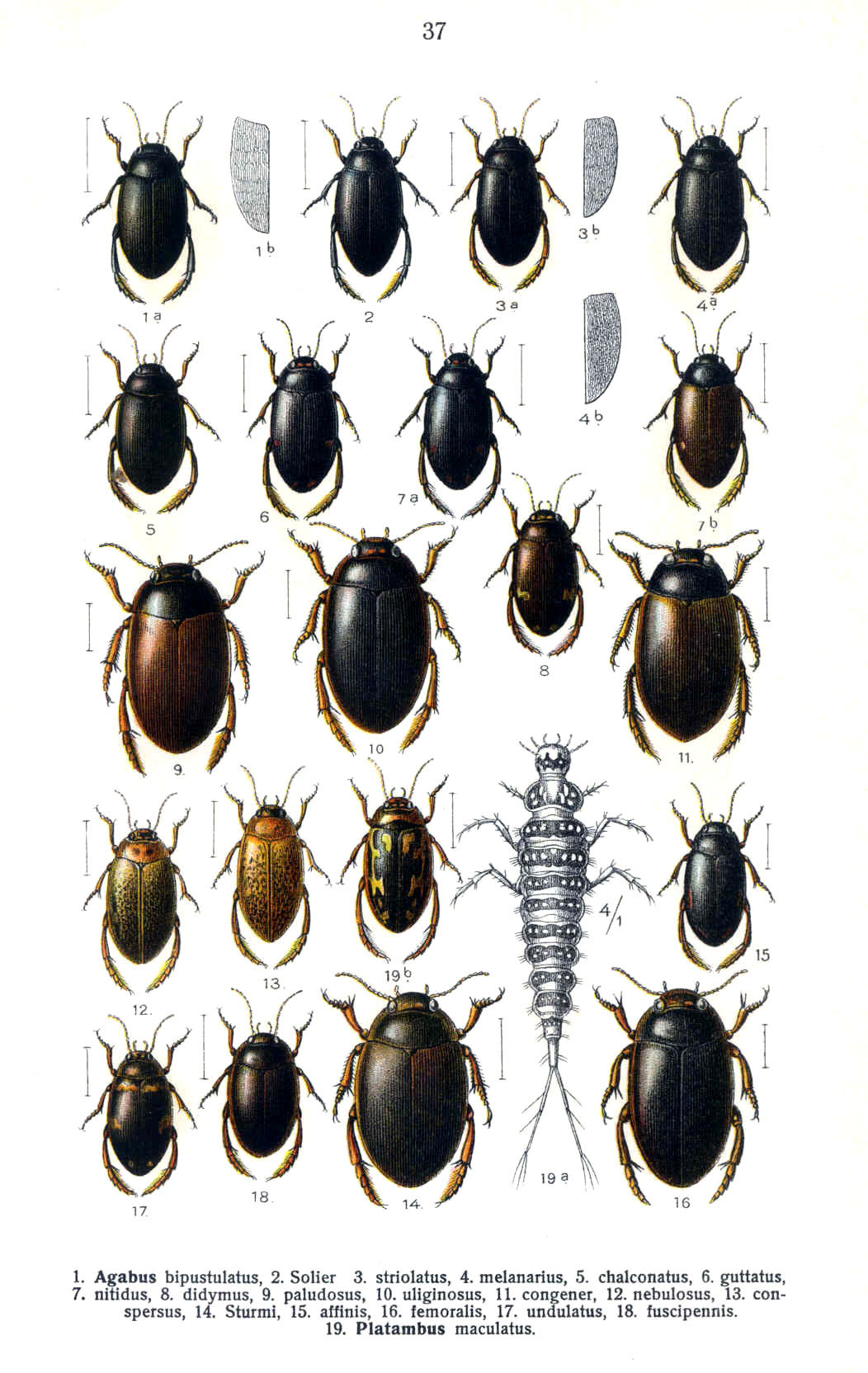